# 河野實
河野 實（こうの まこと、1941年（昭和16年）8月8日 - ）は、日本のジャーナリスト。『愛と死をみつめて』の筆者でもある。

## 来歴・人物
大阪府大阪市に生まれる。太平洋戦争中、長野県伊那市に疎開した。自身は「長野の農家の息子」と称し、畑仕事は小学生時から嫌々ながら手伝わされたという。
長野県伊那北高等学校卒業後、浪人中に大阪大学医学部附属病院に入院する。中央大学商学部に進学後、3年生の時に実体験をもとにした『愛と死をみつめて』を出版し、150万部を超えるベストセラーとなった。のちに大学は中退した。
1965年（昭和40年）、ジャーナリストを目指して、東京写真専門学校報道写真科に入る。 その後、フリーカメラマン、自動車専門誌記者を経て、1976年（昭和51年）、経済界 (出版社)に入社。副編集長、常務取締役出版局長、副社長を歴任した。
1989年（平成元年）に退社後、(株)マコ インターナショナルを設立。 ビジネスコンサルタント業務、経営コンサルタントに携わる。 講演、セミナー講師としても活動している。 2013年に東京の丸の内にあった事務所を閉鎖したが、執筆や講演は継続している。
仕事の傍ら、子どもの頃は嫌っていた土いじりの楽しさに目覚めて家庭菜園に没頭し、40台半ばで神奈川県逗子市から千葉県千葉市に転居した。